# José Manuel Cortizas
José Manuel Cortizas Valladares (Bilbao, Vizcaya, España, 12 de enero de 1963-Baracaldo, 27 de febrero de 2021) fue un periodista deportivo y actor de doblaje español.
Periodista deportivo de El Correo, era considerado como «una parte del baloncesto en Bizkaia». Fue también el actor de doblaje del personaje de Hiroshi Nohara de la serie Shin-chan.

## Biografía
Nacido en Bilbao, Vizcaya, José Manuel Cortizas comenzó a trabajar para el diario El Correo a principios de los 90. Al mismo tiempo actuó dando voz a Hiroshi Nohara en el anime Shin-chan.
José Manuel Cortizas permanecía desde inicios de febrero de 2021 en la unidad de cuidados intensivos del hospital de Urdúliz. Falleció el 27 de febrero en el hospital de Cruces, al que había sido trasladado unos días antes.

## Trabajo
José Manuel Cortizas destacó como periodista deportivo en El Correo, donde cubría la actualidad del Bilbao Basket y del golfista Jon Rahm. También cubrió en directo eventos de Fórmula 1 y otros mundiales de velocidad, así como rallies. No obstante, a lo largo de más de once mil artículos, Cortizas cubrió también otros deportes como fútbol y boxeo.
Compaginó su trabajo periodístico con el de actor de doblaje, donde durante casi tres décadas destacó dando voz a Hiroshi Nohara de Shin-chan. También dio voz a otros personajes secundarios.
Se ocupó a su vez de dar voz a otros personajes de diversas series y películas.